# Virtus Pallacanestro Bologna 1959-1960

## Roster
Oransoda Bologna 1959-60
- Germano Gambini (capitano)
- Mario Alesini
- Alfredo Barlucchi
- Nino Calebotta
- Achille Canna
- Paolo Conti
- Alberto Cremonini
- Gianfranco Lombardi
- Corrado Pellanera
- Gianfranco Sardagna

## Staff tecnico
- Allenatore:  Vittorio Tracuzzi
- Vice-allenatore:  Giuliano Battilani

## Risultati
- Serie A: 2ª classificata su 12 squadre (19-3)